# Lech Kozaczko
Lech Władysław Kozaczko (ur. 21 czerwca 1934 w Ostrowie Wielkopolskim, zm. 3 lipca 2002) – polski  inżynier leśnictwa, poseł na Sejm X kadencji (1989–1991).

## Życiorys
Ukończył w 1958 studia na Wydziale Leśnictwa Akademii Rolniczej w Poznaniu, pracował jako inżynier leśnik. Od tego samego roku pracował w Lasach Państwowych, gdzie obejmował stanowiska inspektora obwodowego oraz starszego specjalisty w Wydziale Hodowli Lasu w Okręgowym Zarządzie Lasów Państwowych w Pile. W latach 90. po przekształceniu struktury LP został naczelnikiem Wydziału Zagospodarowania Lasu w Regionalnej Dyrekcji Lasów Państwowych w Pile.
W okresie 1966–1981 należał do Polskiej Zjednoczonej Partii Robotniczej. We wrześniu 1980 wstąpił do  Niezależnego Samorządnego Związku Zawodowego „Solidarność”, był działaczem w strukturach zakładowych. W okresie 1987–1989 był inicjatorem i organizatorem protestów społecznych przeciwko lotnisku wojskowemu w Pile i budowie elektrowni atomowej w Klempiczu. W 1987 został członkiem zarządu Wielkopolskiego Seminarium Ekologicznego w Poznaniu, był współzałożycielem i prezesem koła Polskiego Klubu Ekologicznego w Pile.
W 1989 został posłem na Sejm X kadencji z okręgu pilskiego z ramienia Komitetu Obywatelskiego. W Sejmie należał do Obywatelskiego Klubu Parlamentarnego, a w jego ramach do Koła Chrześcijańskich Demokratów. Zasiadał w Komisji Ochrony Środowiska, Zasobów Naturalnych i Leśnictwa oraz w Komisji Spraw Zagranicznych. Działał następnie w Partii Chrześcijańskich Demokratów.
Pochowany na cmentarzu komunalnym w Pile.